# Ветлуга (місто)

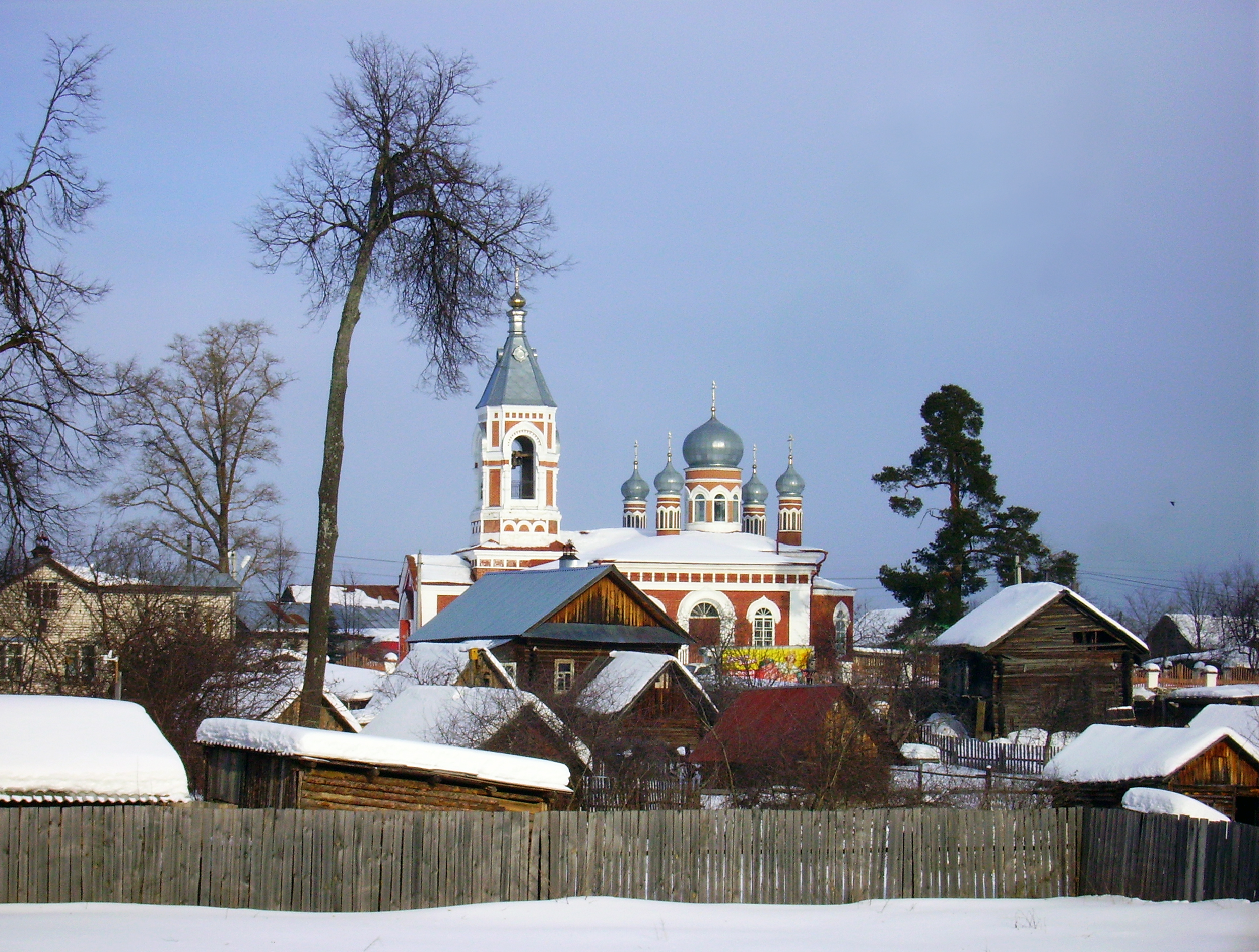
Вид кварталу у церкви Катерини Великомучениці

Ветлу́га (марій. Юр) — місто (з 1778) Нижегородської області Росії. Адміністративний центр Ветлузького муніципального району.

## Географія

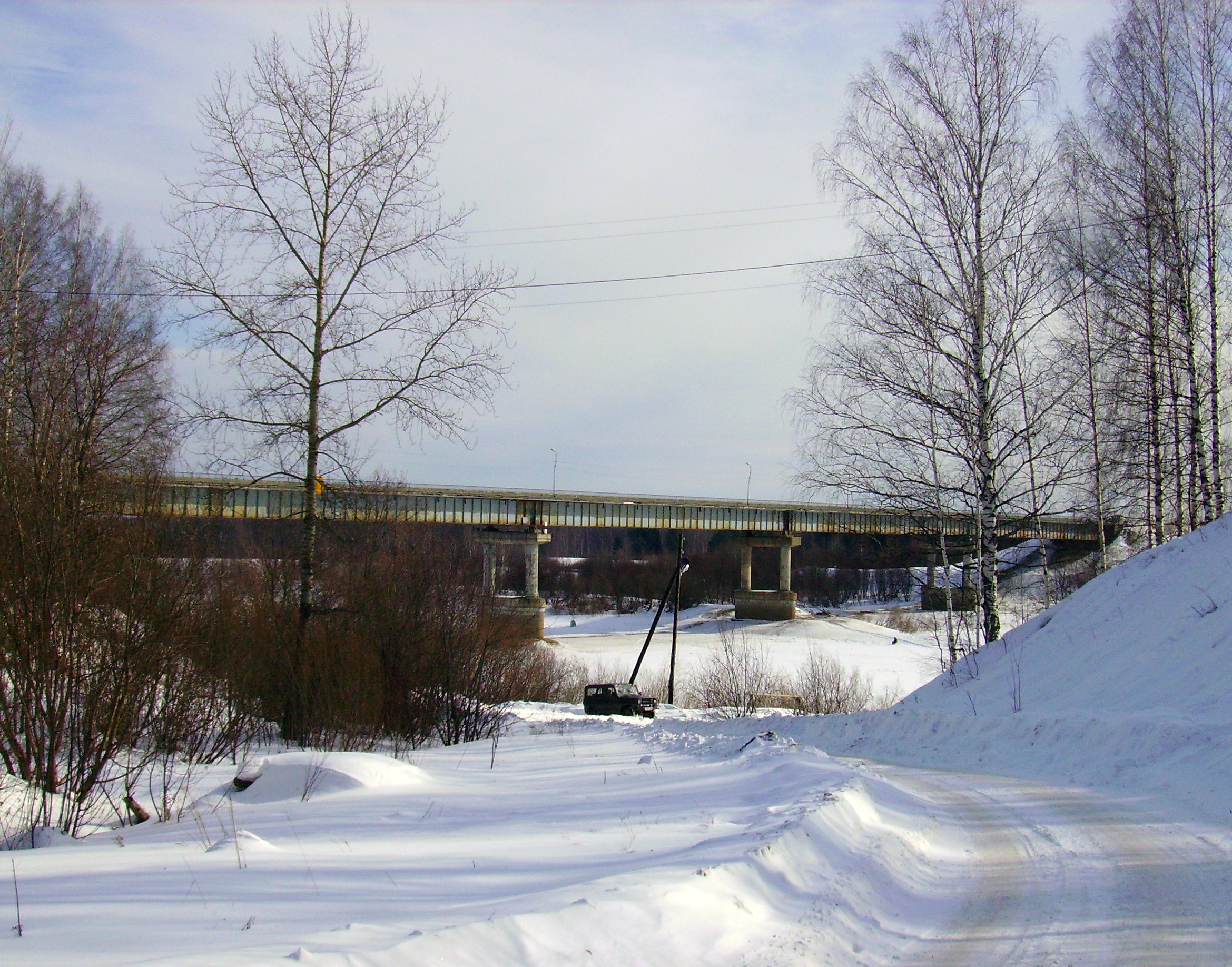
Автодорожній міст через Ветлугу

Місто розташоване на правому підвищеному березі річки Ветлуги, при впадінні в неї річки Красниці, за 47 км на північ від залізничної станції Урень на новій лінії Транссибу. Через місто проходить автодорога Р157 Урень — Котлас.

## Історія
Населений пункт був заснований в 1636 рік у (за іншими даними — в XIII столітті). Статус міста отримав в 1778 рік у. Місто було адміністративним центром найбільшого в Поветлужьї повіту.
За даними перепису 1897 року в повіті проживало 120,8 тис. люд.
- в тому числі росіяни — 98,2 %;
- Марійці — 1,6 %.
- У повітовому місті Ветлузі проживало 5 179 люд.

### Марійське поселення в районі сучасного міста
Місто Ветлуга є одним із стародавніх поселень на річке Ветлугі. Вважається, що на цьому місці в XIII століття правителем марійського Ветлузького князівства (розташовувалося на заході Марійського краю) було засновано місто Юр.
Точний час заснування і місцезнаходження міста не відомо. Більшість істориків вважає, що воно знаходилось у лівобережній низькою заболоченій частині Поветлужье на березі річки Юр'ївка (притоці річки Ветлуги) поблизу місця розташування сучасного міста Ветлуги. За іншою версією, місто Юр знаходився на правому (високому) березі Ветлуги в точності на місці розташування сучасного міста.
Відомо, що в  1280-х роках  кугуз  Бай зміцнив вже існувала до того моменту селище Юр. У той час місто було одним з основних укріплених пунктів князівства. Через Поветлужье проходив з півночі на південь дуже важливий сухопутно-водний шлях з Північна Двіни на басейн Волгу. Через місто також проходила з заходу на схід велика сухопутна дорога з костромських земель в марійські.
У XIV столітті Ветлузький кугуз Ош Пандаша об'єднав родову знати, залучив на свій бік татар і в ході дев'ятнадцятирічної війни розбив Галич-мерського князя Андрія Федоровича.
У січні 1468 рік а рать  галицьких князів під начальством князя  Семена Романовича Ярославського, який діяв за наказом Великого князя московського  Івана III Васильовича, завоювала місто.
"Послав на черемису князя Семена Романовича, а з ним багатьох дітей боярських двору свого; і совокупівшеся, вси пойдоша з Галича на Николин день, Грудень 6, і пойдоша ліски без шляху, а зима була велми студена. Тоя ж зими генваря 9, на Хрещення Господнє, рать великого князя прийшов в землю черемісскую, і багато зла учініша мешканця того краю людей ізсекоша, а інших у полон поведоша, а інших ізожгоша; а коні їх і всяку живність, чого не можна з собою имати, то все ізсекоша; а що було живота їх, то все взяша, і повоеваша всю землю ту, а досталь пожгоша, а до Казані за єдиний день не доходили і, возвратівшеся, приидоша до великого князя вси здорові. "
"І була убивства людська велика, і кровьмі поліяся варварська земля; блату і нетрі, і озера і річки намостішаяся черемісскімі кістьми ".
Юр був зруйнований і спалений повністю. Прилегла місцевість була спустошена, залишалася малонаселеній кілька десятиліть. Поступово вона заселялася російськими переселенцями, які заснували поблизу цього місця кілька сіл.

### Історія міста Ветлуги
У першій половині XVII століття правобережжі Ветлуги вже було заселено російськими, де між іншими селами існувала село Шулепнікова Ветлузького волості  Костромського намісництва. В 1606 рік у Дозорець Іван Ситін і Михайло Тюхін засвідчили на цьому місці Воскресенський цвинтар і село Щуплікову (в пізніших документах — Щупліно, Щулепніково). В 1637 рік у село була подарована царем  Михайлом Федоровичем княжні Мстиславській. З будівництвом в першій половині XVIII століття церкви село отримує нове ім'я: Верхнє Воскресіння.
В 1778 рік у село було куплено  дійсним таємним радником Костромським генерал-губернатором  Олексієм Петровичем Мельгунова за 8600 рублів разом з усім майном і населенням, що складається з 82 душ чоловіків (рахунок вівся тільки чоловічого населення). За Указом Катерини II від 5 (18) вересня 1778 рік а село було перетворено в Повіт (Росія) Ветлугу (Костромське намісництво, Унженскому провінція ). Сам Мельгунов і попросив для колишнього свого села статус міста.
Але в народі є інша легенда про те, як Верхнє Воскресенське стало містом Ветлугу. Нібито жителі села, затіявши перетворити його в місто, послали делегацію бити про те чолом матінці-імператриці. Прийняв їх Потьомкін, обіцяв задовольнити прохання з умовою, що вони в своїх сільських костюмах і постолах станцюють «російського» перед Катериною. Ветлужане протанцювали на палацовому паркеті, цариця, вдосталь посміявшись, підписала указ про заснування міста Ветлуги. З тих пір пішов вислів «Ветлузького личакарі виплясалі Ветлугу».
Під час Уренського заколоту місто з 29 серпня по 4 вересня 1918 року перебуває під владою заколотників.

## Населення
| 1856    | 1897    | 1913    | 1931    | 1939    | 1959    | 1970    |
| ------- | ------- | ------- | ------- | ------- | ------- | ------- |
| 3000    | ↗5200   | ↗6400   | ↘5900   | ↗8100   | ↗10 016 | ↘9817   |
| 1979    | 1989    | 1992    | 1996    | 1998    | 1999    | 2000    |
| ↗10 048 | ↗10 190 | ↗10 200 | →10 200 | ↗10 400 | ↘10 298 | ↘10 200 |
| 2001    | 2002    | 2003    | 2005    | 2006    | 2007    | 2008    |
| ↘10 100 | ↘9641   | ↘9600   | ↘9400   | →9400   | →9400   | ↘9386   |
| 2009    | 2010    | 2011    | 2012    | 2013    | 2014    | 2015    |
| ↗9413   | ↘8954   | ↗8959   | ↘8800   | ↘8730   | ↘8555   | ↘8503   |
| 2016    | 2017    |         |         |         |         |         |
| ↘8470   | ↗8501   |         |         |         |         |         |